# 锐军
锐军（1920年3月—2012年5月23日），曾用名云瑞俊，内蒙古土默特左旗大毕克齐村人，蒙古族，中国共产党高级领导干部。中国人民解放军锡察军区供给部部长、呼伦贝尔盟盟委书记、中国农业银行内蒙古分行党组书记。

## 生平
曾在归绥土默特高等小学校读书。1940年1月参加了中共土默特旗工委动员的第四批蒙汉族青年去延安学习，1945年6月加入中国共产党。1946年秋大同集宁战役后，绥蒙军区部队在山西省左云、右玉一带休整，建立教导大队，锐军调任教导大队中队长。察哈尔正黄旗旗委书记、绥蒙区党委训练队队长、内蒙古人民解放军骑兵第十六师供给部政治委员、锡察军区供给部部长。
中华人民共和国成立后，任内蒙古自治政府百货公司经理（1949年至1951年）、内蒙古自治区东部区行政公署工商厅副厅长（1951年至1956年）、内蒙古自治区人民政府贸易部贸易处处长、呼盟财贸部部长、呼盟财经办主任；1956年任呼伦贝尔盟行政公署副盟长、盟委书记（当时设第一书记）；1962年任内蒙古自治区供销合作社联合社副主任；1965年任中国人民银行内蒙古分行副行长；1979年任中国农业银行内蒙古分行党组书记、副行长。1984年12月离休。　　